# Hodnet
Hodnet est un village et une paroisse civile du Shropshire, en Angleterre. Il est situé dans le nord-est du comté, à 9 km au sud-ouest de la ville de Market Drayton. Au recensement de 2011, il comptait 1 534 habitants.
Le prêtre anglican Reginald Heber sert de recteur à la paroisse de Hodnet de 1807 à 1823 avant d'être élu évêque de Calcutta.

## Étymologie
Le nom Hodnet est probablement d'origine brittonique et signifierait « vallée agréable ». Les deux éléments qui le constituent seraient les cognats du gallois moderne hawdd « agréable » et nant « vallée ». Il est attesté sous la forme Odenet dans le Domesday Book.